# Shanghai Port Football Club
Shanghai Port Football Club (chinês simplificado: 上海上港集团足球队), anteriormente Shanghai SIPG Football Club é um clube de futebol de Xangai, na República Popular da China. Atualmente joga a Super liga Chinesa, o nível mais alto do futebol no país.
Fundado em 2005 como Shanghai Dongya Football Club pelo ex-treinador da Seleção Chinesa Xu Genbao, foi constituído, em sua maioria, por graduados da Genbao Football Base, uma academia de futebol fundada por Xu em 2000. O clube juntou-se à divisão inferior da liga de futebol chinês em 2006 e, até agora, venceu em 2007, a China League Two e em 2012 a China League One e 2018 a Super liga da China . Além disso, eles representavam Shanghai nos Jogos Nacionais da China de 2009 e ganharam a medalha de ouro do futebol masculino.
Shanghai Port também tem sua fama em grande parte por causa de seu sucesso no desenvolvimento da base. Na China, a equipe é por vezes apelidada de "Manchester United da China", por causa da bem conhecida ambição de Xu para criar o tal Manchester da China.
Segundo a revista americana Forbes, o Port é a 3ª equipe mais valiosa da China, atrás de Guangzhou Evergrande e Beijing Guoan . O  valor de mercado do clube é de US$ 159 milhões de dólares, com a receita avaliada em US$ 37 milhões em 2015. O time é conhecido também por ser o ex-time do atual jogador do São Paulo, o médio-campista Oscar 

## História

### 2005-2007
Em 16 de maio de 2000, o ex-treinador da Seleção Chinesa, Xu Genbao, funda a Genbao Football Base e matricula 96 garotos na academia, nascidos entre 1988 e 1991 (entre 8 e 12 anos na época), que deveriam ser treinados no recém-construído Arena Genbao Football Base. 
Inicialmente,  Genbao não tinha a intenção de criar um clube de futebol profissional. No entanto, a procura de garotos mais velhos para jogar pela Academia e a falta de concorrência no futebol juvenil da China fizeram Xu criar um clube de futebol, de modo que os seus comandados poderiam ganhar experiência como jogadores profissionais.No Natal de 2005, Shanghai Dongya Football Club foi fundado por Xu Genbao, em conjunto com a Xangai Dongya Sports and Culture Center Co. Ltd (Centro de Cultura e Esportes do Leste da Ásia), com Xu Genbao sendo o primeiro presidente do clube. Xu nomeia Claude Lowitz, um treinador de jovens franceses como o técnico da recém-fundada equipe.
Primeira temporada e primeiro título
Com jogadores jovens com idade entre 14 e 17 anos, a equipe participou de seu primeiro campeonato em 2006, a China League Two, a terceira divisão do Campeonato Chinês. A equipe mandou seus jogos no campo de treinamento Arena Genbao Football Base, em Chongming, Shanghai, e acabou terminando a sua primeira temporada em 7º lugar, com 14 pontos. Durante a campanha, os jogadores de Xu quebraram alguns recordes durante a temporada. Cao Yunding foi o mais jovem goleador do Campeonato Chinês (entre as divisões), com 16 anos e 242 dias, e Wu Lei o mais jovem jogador de futebol profissional chinês, com apenas 14 anos e 287 dias.  No final de 2006, Claude Lowitz deixou o clube, e o ex-assistente-técnico, Jiang Bingyao foi efetivado. Com as lições aprendidas e experiências adquiridas com a sua temporada de debutante, ganhou o título da divisão em 2007 (apenas no seu segundo ano como clube profissional), ao bater o Sichuan FC na final, e, assim, ganhar a promoção para a China League One, a segunda divisão chinesa.  A equipe fez 30 pontos na fase de grupos.

### 2008-2012
Apesar da promoção e do repentino sucesso, surgiram dúvidas quanto ao que iria acontecer com a equipe, especialmente tendo em vista o esforço anterior de Xu para criar um clube profissional, o Shanghai Cable 02 (precursor do Dongya). Em 2002, o Cable 02 acabou sendo vendido para o Shanghai Shenhua, devido a dificuldades financeiras. Em junho de 2007, o governo de Xangai veio em socorro de Xu com ajuda financeira, em troca Dongya representaria a Cidade de Shanghai nos Jogos Nacionais de 2009. 
Com o clube em uma divisão superior, a equipe mudou-se para os 30.000 lugares do Jinshan Sports Centre no distrito de Jinshan e terminou a China League One de 2008, em um respeitável 6º lugar com 28 pontos.
No verão de 2009, o clube representou a Equipe de Futebol Masculina de Xangai nos Jogos Nacionais. Xu Genbao assumiu como técnico e levou a equipe ao ouro na categoria dos homens. Enquanto isso no campeonato, a equipe mudou de casa novamente, foi para o maior e mais confortável Estádio de Shanghai, com capacidade para 56 mil lugares para a disputa da China League One de 2009. A equipe do leste chinês terminou a temporada em 4º lugar, com 44 pontos e apenas perdeu a promoção, por uma única vitória, mas a posição foi muita comemorada especialmente pelo fato de o time ter atuado apenas com jogadores até os 20 anos de idade e de não contar com atletas estrangeiros em seu plantel.
A temporada de 2010, começou com o ex-jogador da Seleção Chinesa, Fan Zhiyi, recebendo o cargo de treinador da equipe, bem como a introdução de seus primeiros jogadores estrangeiros, o macedónio Nikola Karçev e o haitiano Fabrice Noël. Apesar das novas contratações, o clube não conseguiu melhorar os resultados da temporada anterior e terminou no mesmo 4º lugar, com 37 pontos. A perda da promoção e as dificuldades financeiras, fizeram o clube perder as suas estrelas em ascensão.
Antes da temporada de 2011, cinco jogadores deixaram o clube: o capitão, Wang Jiayu, o jogador da Seleção Chinesa, Zhang Linpeng e os jogadores da Seleção Sub-23 Cao Yunding, Jiang Zhipeng e Gu Chao.  Na temporada de 2011, Genbao promoveu vários jogadores do juvenil para a equipe principal, o Shanghai Dongya terminou o campeonato num amargo 9º lugar, com 32 pontos.
No início da temporada de 2012, o clube vendeu os seus name rights (direitos do nome) para um patrocinador, o Zobon Group que assinou um contrato de ¥ 30 milhões, o nome da equipe profissional foi alterada para Shanghai Tellace, enquanto o nome do clube, em si, permaneceu inalterado, como Shanghai Dongya FC.  No fim da temporada, o Shanghai Tellace foi campeão da China League One com 59 pontos, e conquistou o tão sonhado acesso à primeira divisão, a Super Liga Chinesa.

### 2013-2014
Antes da temporada de 2013, o clube vendeu o nome da equipe principal novamente para o grupo chinês Shanghai International Porto Group (SIPG), sob um acordo de ¥ 40 milhões de patrocínio. 

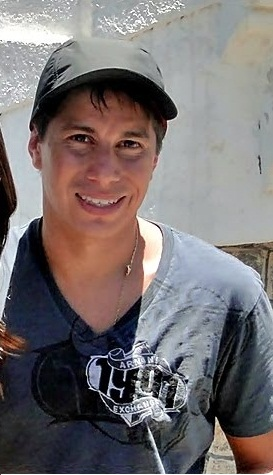
Darío Conca, o meia argentino foi primeiro jogador "de nome" a chegar ao Shanghai.

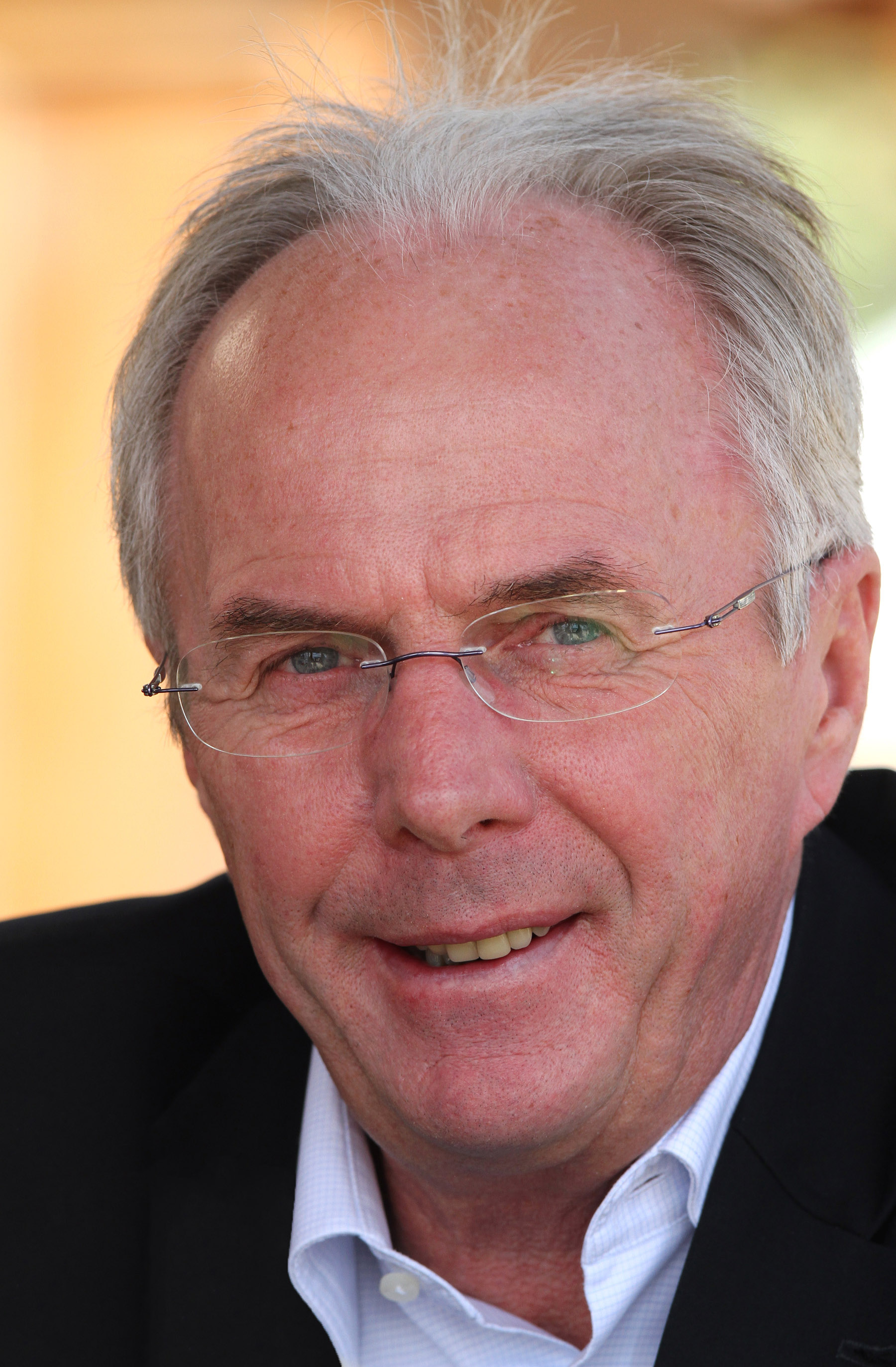
O experiente e vitorioso técnico sueco, Sven-Göran Eriksson, assumiu o time em 2015.

Em janeiro de 2013, um outro clube de futebol com sede em Xangai, o Xangai Pudong Zobon FC, que tinha jogado em 2012 a China League Two (terceira divisão), foi dissolvida. A maioria de seus jogadores, nascidos entre 1993 e 1994, e que tinham se formado na Academia de Genbao, foram trazidos de volta e esses mesmos jogadores formaram o time reserva do Shanghai Dongya FC. 
Na temporada de estreia na primeira divisão, o Manchester chinês terminou em um agradável 9º lugar, com 37 pontos ganhos.

### Venda e realidade financeira
Em outubro de 2014, Xu Genbao decidiu que era hora de seu clube ser elevado a um novo patamar. Com idade avançada e querendo se dedicar totalmente a sua moderna Academia de Formação de jogadores (Genbao Football Base), ele decidiu vender o clube. O patrocinador-master do time comprou 100% das ações dos Eagles por ¥ 500 milhões de yuans (quase € 67 milhões de euros)  e injetou muito dinheiro no clube de Xangai. A empresa que comprou o time foi a Shanghai International Port Group (SIPG), empresa multimilionária que administra o Porto de Xangai. Em 2014, a equipe terminou em 5º lugar com 48 pontos.
Após a venda, o clube foi totalmente repensando para a temporada 2015. Mudou-se o nome oficial de Shanghai East Asia FC para Shanghai SIPG FC, os novos proprietários passaram a administrar o clube e injetaram grande quantia de dinheiro no novo "gigante" do futebol chinês. O primeiro passo para o novo futuro da equipe foram as contratações de estrelas do futebol mundial.
A primeira delas foi a do experiente técnico sueco Sven-Göran Eriksson, que além de ter sido o treinador da Seleção Inglesa na Copa do Mundo de 2002, tem no seu currículo passagens por Benfica, Roma, Sampdoria, Fiorentina, Lazio, Manchester City e pelas seleções do México e Costa do Marfim. O experiente comandante treinou a equipe do Guangzhou R&F na temporada anterior.
No dia 22 de janeiro de 2015, o clube anunciou a maior contratação de sua história, na época, a do meia argentino Dario Conca, ídolo do Fluminense e que já tinha defendido o compatriota Guangzhou Evergrande. O valor da contratação foi alto, cerca de € 3 milhões de euros (R$ 9,2 milhões). O salário do jogador foi acertado em um pouco mais de R$ 2 milhões mensais. 
No dia 25 de fevereiro de 2015, o clube anunciou o meia Yu Hai. O clube pagou € 5,6 milhões de euros (R$ 19,5 milhões) ao Guizhou Renhe pelo jogador, passando assim a ser a maior contratação do clube.[carece de fontes?]
Em 7 de julho de 2015, o clube acertou com o renomado atacante ganês Asamoah Gyan, que estava no Al Ain, clube do Emirados Árabes Unidos. O valor da contratação foi de € 9 milhões de euros (R$ 38,2 milhões), tornado-se a maior da história do clube.  o salário do jogador foi acertado em € 1,25 milhão euros (R$ 4,5 milhões) por mês, tornando-se o jogador mais bem pago da China e o 9º mais bem pago do mundo, superando craques bem mais badalados como Neymar (€ 1,22 milhão), do Barcelona e Gareth Bale (€ 1,1 milhão), do Real Madrid.  
Após investir pesado na contratação de jogadores para a temporada 2015, o Shanghai fez uma temporada quase perfeita. O time comandado em campo pelo argentino Conca fez um excelente campeonato e terminou apenas com 3 derrotas. A equipe de Xangai perdeu o título apenas na última rodada. Os comandados de Eriksson precisavam ganhar o Liaoning Whowin em casa e torcer para um tropeço do Guangzhou Evergrande diante do Beijing Guoan fora. Apesar de fazer o seu dever de casa, não alcançou o seu terceiro título em menos de 10 anos de vida, pois o Guangzhou bateu o Beijing Guoan e levou o título para casa.
Apesar do vice-campeonato, a campanha foi muito comemorada pelos torcedores, diretoria, comissão técnica e os jogadores. Principalmente pelo fato do clube ter se classificado pela primeira vez para uma competição internacional (Liga dos Campeões da AFC de 2016).
Entre os jogadores do elenco, os destaques ficaram por conta de Darío Conca que comandou o meio campo do time e fez 9 gols e o jovem Wu Lei que fez gols decisivos e foi o artilheiro do time no campeonato com 14 gols.
Na copa, o East Asia caiu nas quartas-de-final para o arquirrival Shanghai Shenhua.
A média de público da temporada foi mais um motivo comemorado pelos dirigentes do clube, com uma média que não passava pouco mais de 12 mil pessoas, esse número deu um salto de 111,7% na temporada 2015, chegando a cerca de 27 mil torcedores por partida. Sendo a 5ª maior média do campeonato, superando seus rivais de Shanghai, o Shenhua e o Shenxin. Sendo assim, o clube alcançou o posto de maior torcida da cidade.
No final de 2015, o clube assinou um acordo de patrocínio com a gigante automobilística SAIC Motors em um contrato de ¥ 150 milhões yuans (R$ 89 milhões) com duração de 1 ano. 
2016 e a frustração na Champions

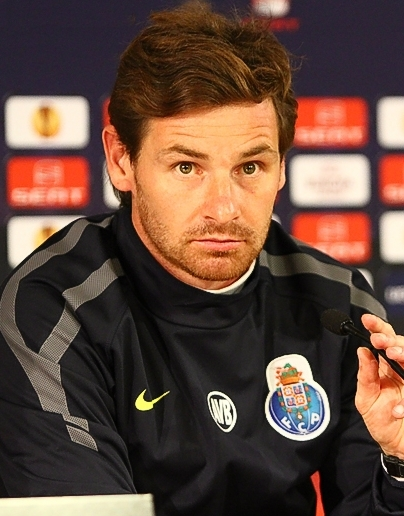
André Villas-Boas chegou ao clube de Xangai no final de 2016, sendo o 4º técnico mais bem pago do mundo.

As Eagles investiram € 73,5 milhões de euros em contratações para a temporada 2016. O objetivo principal que a diretoria traçou foi o do time chegar, pelo menos, à final da Liga dos Campeões da AFC de 2016, pelo investimento que foi feito. Após as chegadas do brasileiro Elkeson e Hulk, a equipe começou bem a competição sendo líder do grupo, com 12 pontos. Wu Lei sendo o artilheiro e principal nome da equipe, ao lado de Elkeson. Após a grave lesão que tirou Conca por 8 meses do gramado, a equipe não foi a mesma. Após passar pelo FC Tokyo nas oitavas, caiu para o Jeonbuk Motors com uma goleada de 5x0 na Coreia do Sul, após o jogo de ida ser 0x0 no Shanghai Stadium.
A eliminação precoce na competição abalou o cargo de Ericksson. Apesar de fazer uma boa temporada na Super Liga, terminando na terceira colocação com 52 pontos, a diretoria do clube ficou decepcionada com o desempenho do sueco.
Os fatos que "salvaram" a temporada foram a de que a média de público voltou a crescer pulando de 26 mil para pouco mais de 28 mil pessoas por jogo, a classificação para a Champions de 2017 via Super Liga, e por fim, as boas atuações de Elkeson, Hulk e Wu Lei, formando um trio de ataque poderosíssimo para a temporada seguinte.
Wu foi o artilheiro da equipe na temporada com 22 gols, seguido por Elkeson com 15. Hulk, por sua vez, disputou 7 jogos e fez 4 gols.
Já planejando a temporada 2017, a time vermelho trocou o comando técnico da equipe. Evidentemente desapontados pelo objetivo não alcançado, os diretores do clube decidiram demitir o sueco Sven-Göran Eriksson. Eriksson deixou Xangai com ótimos números a seu favor. Ao longo de duas temporadas foram 76 jogos, 42 vitórias, 19 empates e apenas 15 derrotas, com um excelente aproveitamento de 63,5%.
Em seu lugar foi contratado o português André Villas-Boas, no dia 4 de novembro de 2016. André aceitou um contrato de dois anos para ganhar € 12 milhões de euros por temporada, tornando-se o quarto técnico mais bem pago do mundo.  
2017 - Um ano sem troféus
A temporada 2017 prometia ser a temporada de afirmação das Águias de Xangai. Após apostar na juventude de Villas-Boas no comando técnico, o SIPG fez apenas duas contratações de estrangeiros para o ano: o meia uzbeque, Odil Ahmedov chegou do Krasnodar por € 7 milhões de euros e o experiente zagueiro português Ricardo Carvalho, veio sem custos, pois estava sem clube. Além dessas contratações, no plantel, o time vermelho ainda contava com os brasileiros Hulk, Elkeson e Oscar (que foi contratado em dezembro de 2016) e o melhor jogador chinês em atividade, Wu Lei. 
A ideia da diretoria era usar os 5 estrangeiros juntos na temporada inteira. Porém, uma mudança na regra de estrangeiros na Super Liga Chinesa fez com que o planejamento fosse drasticamente mudado. Na regra antiga eram permitidos serem titulares 3 jogadores estrangeiros (de qualquer nacionalidade) e um jogador asiático (Ahmedov, no caso), e outro jogador de qualquer nacionalidade, no banco de reservas. Na nova regra, entretanto, agora só eram permitidos 3 jogadores de diferentes países, independente do país. Além disso, agora todos os clubes que disputavam a Super Liga eram obrigados a escalar um jogador sub-23 chinês entre os titulares. 
Apesar disso, o clube não se abalou e fez uma boa campanha no campeonato nacional. O SIPG entrou em uma disputa particular contra o hexacampeão chinês, Guangzhou Evergrande. As duas maiores potências da liga dispararam na ponta da tabela em relação aos demais, logo no começo da temporada. O Shanghai sempre em segundo colocado, perseguiu o Evergrande por diversas rodadas. Quando se enfrentaram, o Guangzhou bateu os vermelhos por 3 a 1 no Tianhe Stadium e o SIPG deu o troco, ganhando por 3 a 0, no Shanghai Stadium. Contudo, o Guangzhou saiu vitorioso no final do campeonato. A equipe do Cantão sagrou-se 7 vezes campeã consecutiva com 64 pontos, 6 a mais que o SIPG, que foi vice-campeão do Evergrande pela segunda vez. O Shanghai teve o desfalque do brasileiro Oscar por 8 rodadas, após uma punição sofrida pela CFA. Os destaques individuais das Águias ficaram por conta de Hulk e Wu Lei. O brasileiro fez 17 gols e deu 12 assistência durante as 30 partidas que jogou e o jovem craque chinês, foi pela quarta vez seguida o artilheiro doméstico (chinês) da liga e o vice-artilheiro no geral, com 20 gols, além de ter dado 8 assistências. Os dois foram escolhidos para a seleção do campeonato, além do goleiro Yan Junling e do capitão Wang Shenchao. A média de público foi de 29.175 torcedores, aumentou 4% em relação a 2016.
Principal objetivo da temporada, a Champions asiática de 2017 foi a edição na qual o SIPG chegou mais longe (semi-finais). No play-off preliminar, o Shanghai bateu o Sukhothai, da Tailândia por 3 a 0. Na fase de grupos, a equipe chinesa ficou na 2ª colocação do grupo F, atrás apenas do Urawa Red Diamonds, do Japão. Os outros integrante do grupo eram o FC Seoul, da Coreia do Sul e o Western Sydney Wanderers, da Austrália, que foram eliminados. Nas oitavas, o adversário foi o então vice-campeão chinês, Jiangsu Suning. O Shanghai venceu os dois jogos, 2 a 1 no primeiro confronto em Xangai e 3 a 2 no segundo, em Jiangsu. Nas quartas-de-final, as Águias encontram novamente o rival Guangzhou Evergrande. No primeiro jogo, uma goleada histórica de 4 a 0 do SIPG no Shanghai Stadium. No Cantão, o Evergrande, num resultado improvável, devolveu os 4 a 0 levando o jogo para a prorrogação. Hulk fez 4 a 1, resultado que classificava o SIPG. Faltando 2 minutos pro fim, Ricardo Goulart marca para o Guangzhou, levando o jogo para as penalidades máximas. Na disputa por pênaltis, apenas Goulart erra na primeira cobrança, enquanto todos os outros fazem o gol. 5 a 4 pro time de Xangai, SIPG classificado para as semis pela primeira vez na história. Nas semi-finais, o clube chinês enfrentaria o japonês Urawa Red Diamonds, equipe líder do seu grupo na fase inicial. Na partida de ida, na China, o jogo terminou em 1 a 1, no Japão vitória de 1 a 0 do Urawa, com gol do brasileiro Rafael Silva eliminando o Shanghai SIPG. O Urawa foi campeão da competição em cima do saudita Al-Hilal. Hulk foi o grande destaque o time na competição continental, sendo o artilheiro da equipe com 
9 gols, além de ter sido escolhido para a seleção da liga.
A consolação da temporada, após perder o título nacional para o Guangzhou e ser eliminado nas semis pelo Urawa, seria o título da Copa da China. Após ganhar do Shijiazhuang Ever Bright por 2 a 0 na terceira fase, passar pelo Suzhou Dongwu por 2 a 1 nas oitavas, iria enfrentar em dois jogos o Tianjin Quanjian, de Alexandre Pato e Fabio Cannavaro. Após tomar 3 a 0 na ida em Tianjin, o SIPG reverteu o resultado em Xangai, ganhando por 4 a 0. Nas semis, o Guangzhou Evergrande novamente fica no seu caminho, e mais uma vez é eliminado pelas Águias Vermelhas. 2 a 1 na ida no Shanghai Stadium e 4 a 1 na volta no Tianhe. A final iria ser contra o seu arquirrival, Shanghai Shenhua. Chegando como franco favorito para o duelo, o SIPG que a essa altura já tinha perdido o título da Super Liga para o Evergrande e sido eliminado na Champions pelo Urawa, via na Copa da China um título obrigatório para a temporada. Apesar de ter uma equipe melhor, o time vermelho perdeu o primeiro confronto na casa do rival por 1 a 0 com gol do nigeriano Obafemi Martins. Na volta, nem a linda festa da torcida vermelha impediu a vitória do Shenhua, que apesar de ter perdido a partida por 3 a 2 para o SIPG, foi campeão pela regra do gol fora de casa. 2017 terminava melancólico para o Shanghai SIPG. 
No fim do ano, a decepção por uma temporada sem títulos ficou clara. Após ser criada uma enorme expectativa em torno da equipe que foi feita, a falta de um troféu acabou sendo um enorme fracasso. Apesar disso, o futebol jogado pela equipe foi muito elogiado pela imprensa chinesa. O poderoso trio de ataque formado por Wu Lei, Elkeson e Hulk, além de um forte meio de campo integrado por Oscar e Ahmedov surgiram como esperanças para a temporada seguinte. Hulk foi o principal destaque da temporada, sendo decisivo em diversos jogos na Super Liga e na Champions, comandou o ataque durante o ano com 26 gols. Além dele, Wu Lei foi destaque da equipe por mais um ano, o atacante chinês foi o artilheiro da equipe na temporada, ao lado de Hulk, com 26 gols, e foi regular com ótimas atuações ao longo dos três campeonatos que o time disputou. André Villas-Boas foi outro que foi elogiado pelo trabalho feito na temporada 2017. 
Apesar dos elogios, Villas-Boas deixou o comando técnico ao final da temporada. O português pediu demissão no dia 30 de novembro de 2017. A intenção da diretoria era uma renovação, mas André recusou a proposta para poder competir, no ano seguinte, pelo Rally Dakar. Villas-Boas dirigiria um Toyota Hilux na competição automobilística.   A frente do Shanghai foram 49 jogos, 30 vitórias, 8 empates e 11 derrotas com um aproveitamento de 66,6 %. 
2018 - O ano da redenção
Após bater na trave por 3 anos seguidos, finalmente o Shanghai SIPG conquistou um título importante no cenário nacional. O clube planejou a temporada de 2018 sob o comando do técnico português Vítor Pereira, contratado no dia 12 de dezembro de 2017 para substituir o compatriota André Villas-Boas, que se demitiu 12 dias antes. 

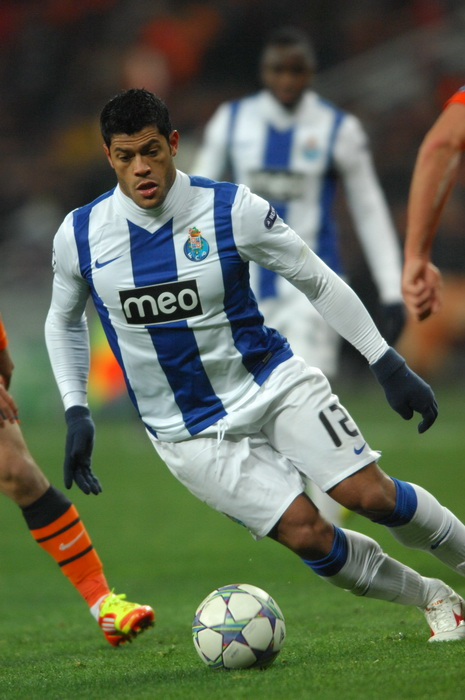
Hulk chegou em 2016 no SIPG por 55 milhões de euros e se tornou um dos ídolos da torcida ao conquistar o tão sonhado título da Superliga em 2018.

Com a base da temporada anterior mantida, o time vermelho de Xangai tinha a dura missão de quebrar uma hegemonia de 7 anos do Guangzhou Evergrande no Campeonato Nacional e ainda disputar duas difíceis competições: a Copa da China e a Liga dos Campeões da AFC. Na Copa da China, as Águias Vermelhas enfrentaram na 4ª fase, o Shaanxi Changan e ganharam por um 1 a 0 com gol de Wu Lei na casa do adversário. Nas oitavas bateram o Beijing Renhe nos pênaltis após um empate em 0 a 0 no tempo regulamentar, em Pequim. Caíram nas quartas-de-final após enfrentaram o Beijing Guoan em duas partidas, 2 a 1 para o Guoan na ida em Pequim e 2 a 1 na volta para o SIPG em Xangai, a equipe de Vitor Pereira foi eliminada nos pênaltis por 5 a 4.
Com a eliminação na Copa da China, a pressão sobre Vitor e seus comandados aumentou. Na Liga dos Campeões da AFC, a equipe despachou o Chiang Rai, da Tailândia, por 1 a 0 nos play-offs de classificação na casa do adversário, com gol de Yu Hai. Na fase de grupos, o SIPG foi o líder do grupo que ainda contava com Ulsan Hyundai (Coreia do Sul), Melbourne Victory (Austrália) e Kawasaki Frontale (Japão). Com uma campanha irretocável de 6 jogos, 3 vitórias, 2 empates e apenas 1 derrota, a equipe de chegou se classificou com 11 pontos, 3 a mais do que o segundo colocado (Ulsan). Com a grande campanha na fase de grupos, o time chegou com moral para enfrentar o Kashima Antlers, do Japão nas oitavas-de-final. Apesar do favoritismo, o SIPG foi eliminado precocemente da competição pelo time nipônico: 3 a 1 para o time japonês na ida em Kashima e 2 a 1 para a equipe chinesa na volta, em Xangai. Restava apenas o Campeonato Chinês para o SIPG disputar o título, e espantar o fantasma do jejum. 
Apesar das eliminações precoces nas outras duas competições da temporada, o lado vermelho de Xangai fez uma campanha segura na Superliga Chinesa de 2018. Liderando boa parte do campeonato, a equipe teve como destaques os brasileiros Hulk e Oscar e o chineses Yan Junling, mais uma vez escolhido como goleiro do campeonato e Wu Lei, que se tornou o maior artilheiro da história da competição. Sendo incomodado apenas pelo Guangzhou Evergrande que vinha na segunda colocação o time foi muito consistente em todo o torneio. Na antepenúltima rodada, as Águias enfrentaram o Guangzhou Evergrande, que vinha na segunda colocação com dois pontos a menos, no Tianhe Stadium. Com um clima digno de final, o jogo foi eletrizante. Ao final da partida o placar marcou 5 a 4 com para os visitantes, praticamente selando o título do campeonato para o time do porto (SIPG). O time de Vitor Pereira terminou o campeonato com 68 pontos (5 a mais que o segundo colocado), 30 jogos, 21 vitórias, 5 empates e 4 derrotas, com um aproveitamento de 75,5% na Superliga. De quebra, Wu Lei foi o artilheiro do Campeonato com 27 gols em 29 jogos, deu ainda 8 assistências e Oscar foi o maior assistente da competição com incríveis 19 assistências, ainda fez 12 gols. Hulk fez 13 gols e deu 12 assistências (3º melhor da CSL). Os três foram escolhidos para a seleção do campeonato, junto com o goleiro Yan Junling. Wu Lei foi escolhido o MVP (Melhor Jogador) da competição e foi artilheiro isolado da CSL. Sendo assim, o Shanghai SIPG quebrava uma hegemonia de 7 anos do Guangzhou Evergrande e quebrava também um jejum de 6 anos sem título.
Brasileiros
O primeiro brasileiro contratado pelo Dongya foi o veterano meia Davi que assinou com o clube em 2014 para atuar em 2015, após passar duas temporadas atuando pelo Guangzhou R&F.[carece de fontes?]
No dia 21 de janeiro de 2016, o vice-campeão chinês anunciou o segundo brasileiro a vestir sua camisa. O maranhense Elkeson, foi contratado por € 18,5 milhões de euros (R$ 83,2 milhões) junto ao Guangzhou Evergrande. A transferência foi a mais cara do futebol chinês. Elkeson era ídolo na equipe de Guangzhou e também o maior artilheiro da história do clube, até então. O atacante assinou por quatro temporadas com o clube.  
Em 29 de junho do mesmo ano, o SIPG bateu mais um recorde de contratações, também com um brasileiro. O atacante Hulk, jogador da Seleção Brasileira, foi contratado junto ao Zenit por € 55 milhões de euros (R$ 207 milhões). Foi a maior contratação da história do futebol chinês (bateu o recorde da transferência de Alex Teixeira, do Shaktar Donetsk para o Jiangsu Suning).  
Novamente com outro brasileiro, no dia 23 de dezembro do mesmo ano, o time de Xangai bateu de novo seu próprio recorde de maior transferência da história do país. O meia Oscar foi contratado por € 60 milhões de euros (cerca de R$ 212 milhões), junto ao Chelsea, da Inglaterra.   O negócio também bateu outro recorde: o de salário. A transferência de Hulk, em junho, rendeu R$ 6 milhões de reais por mês de salário para o atacante, sendo o terceiro maior salário do futebol (atrás de Cristiano Ronaldo e Messi). Já Oscar assinou um contrato que fez com que o meia passasse a ganhar R$ 7 milhões por mês (R$ 84 milhões por ano), assumindo a posição de terceiro maior salário do futebol mundial. 

## Maiores Contratações
| Pos. | Ano  | Jogador          | Posição  | Clube Anterior         | Valor          |
| ---- | ---- | ---------------- | -------- | ---------------------- | -------------- |
| 1º   | 2016 | Oscar            | Meia     | Chelsea                | € 60 milhões   |
| 2º   | 2016 | Hulk             | Atacante | Zenit São Petersburgo  | € 55,8 milhões |
| 3º   | 2019 | Marko Arnautović | Atacante | West Ham               | € 25 milhões   |
| 4º   | 2016 | Elkeson          | Atacante | Guangzhou Evergrande   | € 18,5 milhões |
| 5º   | 2015 | Asamoah Gyan     | Atacante | Al Ain                 | € 9 milhões    |
| 6º   | 2016 | Odil Ahmedov     | Meia     | Krasnodar              | € 7 milhões    |
| 7º   | 2015 | Yu Hai           | Meia     | Guizhou Renhe          | € 5,6 milhões  |
| 8º   | 2020 | Ricardo Lopes    | Atacante | Jeonbuk Hyundai Motors | € 5,5 milhões  |
| 9º   | 2015 | Darío Conca      | Meia     | Fluminense             | € 3 milhões    |
| 10º  | 2015 | Shi Ke           | Zagueiro | Hangzhou Greentown     | € 2,6 milhões  |

[carece de fontes?]

## Uniformes

### 1º Uniforme
| 2020 | 2019 | 2018 | 2017 |

### 2º Uniforme
| 2020 | 2019 | 2018 | 2017 |

## Temporadas
| Ano  | Div | J  | V  | E  | D  | GP | GC | SG | Pts  | Pos. | Copa da China | Supercopa da China | AFC | Média de Público | Estádio                    |
| ---- | --- | -- | -- | -- | -- | -- | -- | -- | ---- | ---- | ------------- | ------------------ | --- | ---------------- | -------------------------- |
| 2006 | 3ª  | 16 | 3  | 5  | 8  | 26 | 29 | -3 | 14   | 7º 1 | NH            | DNQ                | -   |                  | Genbao Football Base Arena |
| 2007 | 3ª  | 17 | 11 | 4  | 2  | 35 | 15 | 20 | 30 1 | C    | NH            | DNQ                | -   |                  | Genbao Football Base Arena |
| 2008 | 2ª  | 24 | 7  | 7  | 10 | 26 | 30 | -4 | 28   | 6º   | NH            | DNQ                | -   |                  | Jinshan Football Stadium   |
| 2009 | 2ª  | 24 | 13 | 5  | 6  | 43 | 25 | 18 | 44   | 4º   | NH            | DNQ                | -   |                  | Shanghai Stadium           |
| 2010 | 2ª  | 24 | 9  | 10 | 5  | 25 | 18 | 7  | 37   | 4º   | NH            | DNQ                | -   |                  | Shanghai Stadium           |
| 2011 | 2ª  | 26 | 7  | 11 | 8  | 29 | 25 | 4  | 32   | 9º   | R2            | DNQ                | -   |                  | Shanghai Stadium           |
| 2012 | 2ª  | 30 | 17 | 8  | 5  | 47 | 25 | 22 | 59   | C    | R3            | DNQ                | -   | 3,113            | Shanghai Stadium           |
| 2013 | 1ª  | 30 | 10 | 7  | 13 | 38 | 35 | 3  | 37   | 9º   | R4            | DNQ                | -   | 10,161           | Shanghai Stadium           |
| 2014 | 1ª  | 30 | 12 | 12 | 6  | 47 | 39 | 8  | 48   | 5º   | R3            | DNQ                | -   | 12,460           | Shanghai Stadium           |
| 2015 | 1ª  | 30 | 19 | 8  | 3  | 63 | 35 | 28 | 65   | VC   | QF            | DNQ                | -   | 26,381           | Shanghai Stadium           |
| 2016 | 1ª  | 30 | 14 | 10 | 6  | 56 | 32 | 24 | 52   | 3    | R4            | DNQ                | QF  | 28,012           | Shanghai Stadium           |
| 2017 | 1ª  | 30 | 17 | 7  | 6  | 72 | 39 | 33 | 58   | VC   | VC            | DNQ                | SF  | 29,175           | Shanghai Stadium           |
| 2018 | 1ª  | 30 | 21 | 5  | 4  | 77 | 33 | 44 | 68   | C    | QF            | DNQ                | OF  | 21,631           | Shanghai Stadium           |
| 2019 | 1ª  | 30 | 20 | 6  | 4  | 62 | 26 | 36 | 66   | 3    | SF            | C                  | QF  | 21,271           | Shanghai Stadium           |

- ↑1  Na fase de grupos

| \| \| Super Liga Chinesa (1ª Divisão) \| \| \| China League One (2ª Divisão) \| \| \| China League Two (3ª Divisão) \| \| C \| Campeão \| \| VC \| Vice-campeão \| \| 3 \| Terceiro colocado \| \| \| Rebaixado \| | - J = Jogos - V = Vitórias - E = Empates - D = Derrotas - GP = Gols-Pró - GC = Gols-Contra - Pts = Pontos - Pos = Posição final | - DNQ = Não se classificou - DNE = Não participou - NH = Não houve - - = Não existe - R1 = 1ª fase - R2 = 2ª fase - R3 = 3ª fase - R4 = 4ª fase | - F = Final - SF = Semi-final - QF = Quarta-de-final - OF = Oitavas-de-final - Group = Fase de grupos |
| | Super Liga Chinesa (1ª Divisão)                                                                                                 | | |
| | China League One (2ª Divisão)                                                                                                   | | |
| | China League Two (3ª Divisão)                                                                                                   | | |
| C | Campeão | | |
| VC | Vice-campeão | | |
| 3 | Terceiro colocado | | |
| | Rebaixado | | |

## Títulos
| Nacionais | Nacionais                      | Nacionais | Nacionais         |
|           | Competição                     | Títulos   | Temporadas        |
| --------- | ------------------------------ | --------- | ----------------- |
| China     | Campeonato Chinês              | 3         | 2018, 2023 e 2024 |
| China     | Supercopa da China             | 1         | 2019              |
|           | Campeonato Chinês - 2ª divisão | 1         | 2012              |
|           | Campeonato Chinês - 3ª divisão | 1         | 2007              |